# Woodmansterne
Woodmansterne är en ort i distriktet Reigate and Banstead, i grevskapet Surrey, i England. Woodmansterne var en civil parish fram till 1974. Civil parish hade 3 818 invånare år 1951. Byn nämndes i Domedagsboken (Domesday Book) år 1086, och kallades då Odemerestor.